# 33690 Noahcain
33690 Noahcain este o planetă minoră (asteroid), cu un diametru de 6,752 km, din centura de asteroizi. A fost descoperită pe 13 mai 1999 la Experimental Test Site⁠(d) de Lincoln Near-Earth Asteroid Research. 
Obiectul prezintă o orbită caracterizată de o semiaxă mare de 3,1577956 UAi, o excentricitate de 0,13, o înclinație de 6,00391 ° în raport cu ecliptica.